# بالروح بالدم (فلم)
بالروح بالدم هو فيلم وثائقي قصير أخرجه مصطفى أبو علي عام 1971. من إنتاج وحدة أفلام فلسطين التابعة لمنظمة التحرير الفلسطينية، ومن تصوير هاني جوهريه وهو فيلم أبيض وأسود، مدته 35 دقيقة. يعرض الفيلم محاولة تحليل أحداث أيلول الدامي. حاز الفيلم على جائزة الأفلام التسجيلية متوسطة الطول في مهرجان دمشق السينمائي لسينما الشباب عام 1972، والجائزة الفضية في مهرجان فلسطين بغداد عام 1973.

## أحداث الفيلم
وثق الفيلم أحداث أيلول 1970 في الأردن من خلال مشاهد تسجيلية حية متمازجة مع مشاهد تمثيلية ذات طابع مسرحي، تركز على التحالف بين الإمبريالية والصهيونية والرجعيات العربية. كما يتتبع الفيلم العمليات الفدائية التي كانت تحدث قبل شهر من بدء أحداث أيلول. قام مصطفى أبو علي بإخراج الفيلم بعد خروج قوات الثورة الفلسطينية من الأردن في صيف عام 1971، ويعرض من خلاله مشاهد تسجيلية حية تتمازج مع مشاهد تمثيلية تعبر عن التحالفات السياسية والتحركات الثورية.